# 秋本彰
秋本 彰（あきもと あきら）は日本の録音技師。日本映画・テレビ録音協会会員。主に東映配給・制作の映画、テレビドラマの選曲を務める。

## 主な作品

### 映画
| 公開年 | 作品名                        | 担当             | 監督             |
| ------ | ----------------------------- | ---------------- | ---------------- |
| 1993年 | 第1回欽ちゃんのシネマジャック | 選曲             | 黒沢直輔         |
| 1995年 | 超力戦隊オーレンジャー        | 音楽アドバイザー | こばやしよしあき |
| 1998年 | 大安に仏滅!?                  | 選曲             | 和泉聖治         |
| 1998年 | 友情 Friendship               | 選曲             | 和泉聖治         |
| 1999年 | 共犯者                        | 選曲             | きうちかずひろ   |
| 1999年 | 新宿やくざ狂犬伝 一匹灯       | 選曲             | 和泉聖治         |
| 1999年 | Nile ナイル                   | 選曲             | 和泉聖治         |
| 1999年 | 平成金融道 裁き人             | 選曲             | 和泉聖治         |
| 2000年 | 週刊バビロン                  | 整音             | 山城新伍         |

### テレビドラマ
- 刑事くん（1971-1976年）
- ザ・カゲスター（1976年）
- 5年3組魔法組（1976-1977年）
- 森村誠一シリーズ
  - 腐蝕の構造（1977年）
  - 人間の証明（1978年）
- スパイダーマン（1978-1979年）
- ザ・スーパーガール（1979-1980年）
- ミラクルガール（1980年）
- 不思議コメディーシリーズ
  - ロボット8ちゃん（1981-1982年）
  - バッテンロボ丸（1982-1983年）
  - どきんちょ!ネムリン（1984-1985年）
  - 勝手に!カミタマン（1985-1986年）
  - もりもりぼっくん（1986年）
  - おもいっきり探偵団 覇悪怒組（1987年）
  - 魔法少女ちゅうかなぱいぱい!（1989年）
  - 魔法少女ちゅうかないぱねま!（1989年）
  - 美少女仮面ポワトリン（1990年）
  - 不思議少女ナイルなトトメス（1991年）
  - 有言実行三姉妹シュシュトリアン（1993年）
- スケバン刑事シリーズ
  - スケバン刑事（1985年）
  - スケバン刑事II 少女鉄仮面伝説（1985-1986年）
  - スケバン刑事III 少女忍法帖伝奇（1986-1987年）
- 少女コマンドーIZUMI（1987-1988年）
- 花のあすか組!（1988年）
- はだかの刑事（1993年）
- 刑事追う!（1996年）
- 流れ板七人（1997年）
- 火曜サスペンス劇場・街の医者・神山治郎（2001-2005年）